# Gare du Vieux Campinaire
La gare du Vieux Campinaire est une ancienne gare ferroviaire belge établie à la jonction des lignes 131, de Bois-de-Nivelles à Gilly et 121, de Lambusart à Courcelles-Centre se trouvant au Vieux Campinaire quartier de la commune de Fleurus située en Région wallonne dans la province de Hainaut.
Mise en service en 1879 par les Chemins de fer de l’État belge, elle ferme aux voyageurs peu après la Seconde Guerre mondiale (1956) et aux marchandises en 1983.

## Situation ferroviaire
La gare du Vieux Campinaire a la particularité d'être implantée autour d'une jonction ferroviaire en triangle. La halte voyageurs, implantée sur un côté du triangle au point kilométrique (PK) 2,8 de la ligne 131, de Y Bois-de-Nivelles à Y Noir-Dieu, via Fleurus est uniquement accessible aux trains desservant cette ligne tandis que le Vieux Campinaire triage, PK 3,1 de la ligne 121, de Lambusart à Y Wilbeauroux, se trouve en amont de la bifurcation. Les trains pouvant continuer sur la ligne 131 de part et d'autre de la halte des voyageurs mais pas la traverser. Le bâtiment de la gare, dépourvu de salle d'attente et de guichets, se trouve au niveau de la gare de triage.
Après la fermeture des autres lignes ferroviaires alentour, les portions des lignes 121 et 131 desservant le Vieux Campinaire sont renommées lignes 258 (Y Noir-Dieu - le Vieux Campinaire) et 259 (Ransart - le Vieux Campinaire). Les derniers rails sont démontés en 1985.

## Histoire
Le site du Vieux Campinaire est choisi comme point de confluence entre plusieurs branches de la ceinture ferroviaire de Charleroi. Une bifurcation en triangle est réalisée, doublée par une seconde en direction de Lambusart car la ligne directe vers Fleurus est encore la propriété d'un chemin de fer concurrent, le Grand Central Belge. Après la faillite en 1877 de la Société des Bassins Houillers du Hainaut, qui devait en assurer la construction pour le compte du réseau de l’État belge, un autre entrepreneur est désigner pour réaliser les sections inachevées.
La première section, de Gilly à Fleurus et Lambusart, est inaugurée le 19 novembre 1874. Il n'y a alors pas d'arrêt au Vieux-Campinaire ; celui-ci est finalement ouvert aux voyageurs le 1er août 1879. Le 15 janvier 1880, la section venant de Ransart de la ligne 121 est complétée à son tour et comprend la gare du formation du Vieux Campinaire. Ces deux lignes et leurs courbes de raccordement sont progressivement mises à double voie.
Un bâtiment de gare (bâtiment des recettes) est construit en 1878-1879,.
Le trafic des voyageurs sur cette section de la ligne 131 est suspendu dès la fin de la Seconde Guerre mondiale. Un seul aller-retour quotidien réapparaît entre 1950 et 1952. Celui des marchandises en direction de Fleurus et Lambusart disparaît aussi par la suite et les voies sont démantelées[Quand ?] tandis que les sections vers Y Noir-Dieu et Ransart sont renommées respectivement lignes 258 et 259 pour desservir la gare de triage qui continue à générer un trafic lié aux industries alentour. Cette dernière est exploitée jusqu'en 1983 (la ligne 258 étant coupée par la construction de la route R3 du Ring de Charleroi dans les années 1970). Les rails sont retirés en 1985.

## Patrimoine ferroviaire
À l'emplacement de la halte des voyageurs se trouve la salle polyvalente du Vieux Campinaire.
Le bâtiment de la gare du Vieux Campinaire triage a été revendu comme habitation. Appartenant au plan type 1873 des Chemins de fer de l’État belge, il en constitue la version la plus petite, sans installations pour l'accueil des voyageurs. Damprémy-Charbonnage est le seul autre exemple connu de cette variante.
Le corps de logis est similaire aux autres bâtiments de cette famille tandis que l'aile latérale est réduite à deux travées seulement. Une aile de service à toit plat, disposée à gauche, a été remplacé par un garage au toit à deux versants lors d'une rénovation.